# Dani
Conserves Dani és una multinacional catalana dedicada a les espècies i conserves. L'empresa fou fundada l'any 1946 per Daniel Sánchez Simón, qui va començar com a representant d'espècies i conserves. A partir de l'any 1970 comencen a envasar sota la marca "DS" i al 1975 l'empresa compra la marca "DANI" i inauguren la importació des de l'Àsia, a (Tailàndia). L'exercici 2018-2019 va facturar 90.4 milions d'euros.
Als anys vuitanta amplien la importació a productes d'Amèrica, obrint una fàbrica a Ancud, (al sud de Xile). Als anys noranta del segle XX continuen amb l'expansió a l'Àsia, obrint una fàbrica a la Xina per importar cloïsses. Però degut a un embargament de la Unió Europea a certs productes de la Xina que dura fins avui, l'empresa es veu obligada a trobar noves vies de negoci, i per això obren "joint ventures" (Aliança d'empreses) amb les quals poden importar a Europa el valorat espàrrec blanc.
Al segle XXI formen DANI FOODS, Ltd, amb la qual penetren al mercat britànic amb un producte molt preciat al Regne Unit i els països anglosaxons: l'escopinya. Per refermar el mercat en aquests països obren SELWYN'S Ltd. a Gal·les i poc després ja superen la quota del 50% al mercat britànic amb la venda d'escopinyes.
Continuen reforçant el mercat americà, obrint una línia de congelats a Xile i poc després compren les empreses britàniques CARDIUM SHELLFISH, Ltd i TREVOR LINEHAM SHELLFISH, Ltd., adquirint alhora tres vaixells que passen a engrandir la flota.
L'empresa va patrocinar el primer equip de l'Espanyol entre 1989 i 1999 i la temporada 2003-2004. La temporada 2021-2022 va patrocinar el futbol base masculí d'aquest mateix equip.